# Обвиняются в убийстве
«Обвиня́ются в уби́йстве» — советский драматический художественный фильм 1969 года, снятый режиссёром Борисом Волчеком по сценарию Леонида Аграновича на киностудии «Молдова-фильм».
Фильм основан на реальных событиях и поднимает общественные и нравственные проблемы советской жизни конца 1960-х годов.
Премьера состоялась 18 мая 1970 года.

## Сюжет

#### Реальные события ставшие основой для фильма
В основу сценария положены реальные события, об убийстве в Москве в Арбатском переулке школьника выпускного класса Саши Щетинина несколькими хулиганами. 
Девушка пригласила молодого человека на юбилей своей тёти. Юбилярша была заведующей детским садом и, за неимением достойной жилплощади, решила вечером в выходной, когда помещение свободно от детей, в нарушение всяких правил, принять там своих гостей. 
Выйдя в детсадовский дворик, молодые люди встретились там с группой местной великовозрастной шпаны, ищущей, чем бы заняться. Юная влюблённая пара привлекла их внимание. Начав с глупых шуток и издевательств, хулиганы развязали драку, в которой был убит юноша. Главное, что поразило советское общество — преступление совершили не профессиональные бандиты или убийцы, а внешне вполне добропорядочные молодые люди, комсомольцы, которые были на хорошем счету на работе, дружелюбные в быту, но совершенно зарвавшиеся от собственного «правильного» положения в обществе, возомнившие себя «хозяевами жизни». 
Это преступление получило широкую огласку и привлекло внимание кинодеятелей. 

#### Сценарий и сюжет фильма
Сценарий фильма был написан очень быстро по следам преступления. Хотя основой послужили реальные события и люди, в фильме действуют персонажи с вымышленными именами и действиями. Авторы фильма исследовали психологию преступников, как они, в общем благополучные молодые люди, вполне довольные своей жизнью, стали убийцами. Ретроспектива показывает, как постепенно герои кинокартины становятся всё более разнузданны, даже цитируют Ницше в оправдание своего поведения, внешне оставаясь при этом и хорошими работниками, и достойными членами коллективов, и внимательными и заботливыми в своих семьях. Актриса Елена Добронравова, исполнительница роли матери одного из них, сказала в интервью: «Когда режиссёр Борис Волчек предложил мне сниматься в этом фильме, я поняла, что смогу обличить тип людей, уверенных в том, что благодаря связям им доступно всё — в том числе и незаконное помилование сына-убийцы».
Главная героиня фильма судья Хромова понимает, что виноваты в убийстве не только эти хулиганы, но и не вмешавшиеся вовремя общественные организации, которым в советское время предназначалась особая роль. Ей как судье важно знать, кто именно нанёс роковой удар, приведший к трагедии. В то время смертная казнь за подобные преступления не была отменена, поэтому выяснение обстоятельств особо важно. А пока к девушке Тамаре, очевидице преступления, приходят родственники и друзья подсудимых с угрозами и требованиями не говорить ничего нежелательного. Тамара действительно их опасается и не сразу соглашается дать правдивые показания.
Лишь на суде, после слов ветерана Великой Отечественной войны, отца погибшего Саши Щетинина, она называет основного убийцу. Суд закончился. И Тамара смело, никого больше не боясь, проходит мимо уличных группировок, из которых никто не смеет осуществить свои угрозы, а только расступаются, пропуская её.

#### Награды
Фильм был оценён партийно-правительственным руководством благожелательно, и создатели были отмечены Государственной премией СССР в 1971 году.

## В ролях
- Елена Козелькова — Хромова, судья
- Алексей Панькин — Валерий Капцов
- Владимир Носик — Вячеслав Шкуть
- Семён Морозов — Семён Суприков
- Игорь Старыгин — Анатолий Васин
- Наталья Гущина — Тамара Антонова, девушка Александра Щетинина
- Елена Добронравова — Васина, мать Анатолия Васина
- Алексей Глазырин — прокурор
- Владимир Анисько — Карташов, лётчик, народный заседатель
- Мария Призван-Соколова — Ираида Анисимовна Смирнова, народный заседатель
- Иван Любич — первый защитник
- Анатолий Борисов — Дубровский, второй защитник
- Евгений Герасимов — Александр Щетинин
- Евгений Евстигнеев — Спиридонов, капитан, участковый инспектор милиции
- Владимир Белокуров — Иван Григорьевич Ферапонтов, свидетель по делу
- Валентина Березуцкая — тётя Тамары Антоновой, заведующая детским садом
- Юрий Горобец — Щетинин, отец погибшего Александра Щетинина, ветеран Великой Отечественной войны
- Нина Маслова — Эля
- Дмитрий Орловский — Данилов, председатель завкома (нет в титрах)
- Всеволод Якут — Ковалёв, профессор
- Борис Руднев — Костя
- Кирилл Гунн — заведующий музыкальной частью оперетты, свидетель по делу
- Лилия Захарова — Антонина Капцова, жена Валерия Капцова
- Елена Фетисенко — секретарь суда
- Людмила Цветкова — девушка в зале суда
- Сергей Приселков — Виталий Сергеевич Нефёдов

## Съёмочная группа
- Режиссёр: Борис Волчек
- Сценарист: Леонид Агранович
- Художник-постановщик: Леван Шенгелия
- Операторы-постановщики: Борис Волчек и Валентин Макаров
- Композитор: Эдуард Лазарев
- Звукооператоры: Леонид Булгаков, Игорь Урванцев
- Дирижёр: Давид Штильман
- Художник: Владимир Аронин
- Операторы: М. Ветошкина, Элизбар Караваев
- Редактор: Зинаида Чиркова
- Директор картины: Николай Гаро

## Критика
Отмечался сценарий Аграновича, который и сам как режиссёр снял немало детективов, но именно в сценарии к этому фильму Бориса Волчека наиболее точно воплощён стиль его детективов:

Фильмы Аграновича — не просто отклонение от детективного жанра, скорее это антидетективы, ибо в них противоположные цели и задачи. Главное для автора — не процесс расследования преступления, но воссоздание социальных корней, обстановки, в которой произошло преступление, психологии людей, в той или иной мере к нему причастных. Ближе всего подходит Агранович к задаче исследования социальных причин, рождающих преступление, в сценарии поставленного в 1970 году Б. Волчеком фильма «Обвиняются в убийстве».— Искусство кино, 1974

## Призы и награды
Режиссёр фильма Борис Волчек, сценарист Леонид Агранович и исполнительница главной роли судьи Елена Козелькова за создание фильма получили звание лауреатов Государственной премии СССР в 1971 году.